# 荒張裕司
荒張 裕司（あらはり ゆうじ、1989年4月24日 - ）は、大阪府高石市出身の元プロ野球選手（捕手、一塁手、二塁手）。右投右打。

## 経歴

### プロ入り前
高石市立高南中学校時代は、高石リトルシニアに在籍。日本航空第二高を経て、愛知学院大学に進学するも中退。
その後、2008年7月20日に四国・九州アイランドリーグの徳島インディゴソックスに入団した。アイランドリーグ入りは、高校の先輩に当たる角中勝也からの勧めだったという。2年目の2009年には正捕手に定着し、打率.301を記録。リーグベストナイン（捕手部門）を獲得した。
2009年10月29日のプロ野球ドラフト会議で北海道日本ハムファイターズから6位で指名を受け、11月9日に仮契約した。

### 日本ハム時代
2010年は、二軍で打率.296、1本塁打を記録。
2011年は打率.196、0本塁打と不振に終わる。同年10月8日に行なわれたファーム日本選手権では、故障者が続出するチームで二塁手として先発した。2013年には二軍で大谷翔平と3試合バッテリーを組み、その時の経験について「ストレートでも角度がついて低めに来て、あまり高めに浮かない。フォークボールも150キロ台なので、受け損なうとキャッチャーが怪我します。」と10年後に述べている。
2016年10月30日、記者会見で今季限りの引退を表明するとともに、東京消防庁の採用試験を受ける意向であることを明らかにした。12月2日、自由契約公示された。志願理由について、リトルリーグ時代の先輩で消防士になった人物がいたことや、「人から頼られる職業に就きたい」という思いがあることを述べている。

### 引退後
2017年に志望していた東京消防庁に合格した。2019年2月2日放映の「スーパーJチャンネル」（テレビ朝日）では消防士の訓練生となっている姿が紹介され、消防士に進んだ理由の一つに癌で死去した母親の存在を挙げた。2023年時点では大井消防署に勤務している。

## 選手としての特徴・人物
遠投110メートルの力強いスローイングが武器。
祖父に元近鉄バファローの大石雅昭がおり、徳島時代の背番号28は祖父の現役時代と同じであった。

## 詳細情報

### 年度別打撃成績
- 一軍公式戦出場なし

### 独立リーグでの打撃成績
| 年 度     | 球 団     | 試 合 | 打 数 | 得 点 | 安 打 | 本 塁 打 | 打 点 | 三 振 | 四 球 | 死 球 | 犠 打 | 犠 飛 | 盗 塁 | 打 率 | 出 塁 率 |
| --------- | --------- | ----- | ----- | ----- | ----- | -------- | ----- | ----- | ----- | ----- | ----- | ----- | ----- | ----- | -------- |
| 2008      | 徳島      | 19    | 40    | 5     | 13    | 0        | 2     | 7     | 1     | 0     | 2     | 0     | 4     | .325  | .341     |
| 2009      | 徳島      | 80    | 292   | 33    | 88    | 3        | 33    | 39    | 20    | 10    | 4     | 0     | 11    | .301  | .366     |
| 通算：2年 | 通算：2年 | 99    | 332   | 38    | 101   | 3        | 35    | 46    | 21    | 10    | 6     | 0     | 15    | .304  | .364     |

### 背番号
- 28 （2008年 - 2009年）
- 60 （2010年 - 2016年）